# Copenhagen Atomics
Copenhagen Atomics er en dansk virksomhed, der arbejder med at udvikle saltreaktorteknologi. Virksomheden forsøger at fremstille små modulære reaktorer på 100 MW termisk energi, som benytter flydende salt med thorium fremstillet fra brugt plutonium fra kernereaktioner.
Copenhagen Atomics' hovedkvarter og produktionsfaciltet ligger i Kastrup tæt ved Københavns Lufthavn. Virksomheden fik op til 130 mio kr i EU-støtte til prototype-test i Schweiz og udvikling.